# Borbiago
Borbiago is een plaats (frazione) in de Italiaanse gemeente Mira (VE).